# Harald Schramm
Harald Schramm (* 26. November 1946) ist ein ehemaliger deutscher Fußballspieler, der zwischen 1973 und 1975 für den FC Rot-Weiß Erfurt in der DDR-Oberliga, der höchsten Spielklasse im DDR-Fußball, spielte.

## Sportliche Laufbahn
Bis zum Juniorenalter spielte Harald Schramm bei der Betriebssportgemeinschaft (BSG) Motor Altenburg. 1964 wechselte er zum DDR-Ligisten BSG Wismut Gera, wurde aber hauptsächlich in der 2. Mannschaft eingesetzt, die in der drittklassigen Bezirksliga spielte. Lediglich in der Saison 1965/66 wirkte er in einem DDR-Liga-Spiel der BSG Wismut mit.
Zur Saison 1966/67 wechselte Schramm zum DDR-Ligisten BSG Chemie Zeitz. Auch dort wurde er zunächst nur in der Bezirksligamannschaft Chemie Zeitz II aufgeboten, ehe er 1967/68 den Durchbruch schaffte, in 16 der 30 DDR-Liga-Spiele eingesetzt wurde und mit sechs Toren erfolgreich war. In der Spielzeit 1968/69 gehörte er mit 23 Einsätzen zum Spielerstamm der DDR-Liga-Mannschaft und trug sich mit vier Treffern erneut in die Torschützenliste ein. Da Chemie Zeitz am Saisonende absteigen musste, spielte Schramm in den nächsten zwei Spielzeiten wieder in der Bezirksliga. Als die Zeitzer 1971/72 wieder in der DDR-Liga spielten, gehörte Schramm nicht zum Spieleraufgebot. Erst 1972/73 konnte er für die BSG Chemie wieder in der DDR-Liga spielen. Mit 21 Einsätzen in 22 Punktspielen und als Staffel-Torschützenkönig mit 14 Treffern wurde er zum erfolgreichsten Spieler seiner Mannschaft.
Seine erfolgreiche Saison verhalf Schramm im Sommer 1973 zu einem Wechsel zum Oberligisten FC Rot-Weiß Erfurt. Er kam dort in der Saison 1973/74 aber nicht über den Status eines Ersatzspielers hinaus. Bei seinen elf Oberliga-Einsätzen bei 26 Punktspielen stand er nur fünfmal als Stürmer in der Anfangself und kam auch nicht zu einem Torerfolg. Obwohl er auch für 1974/75 im Oberliga-Aufgebot stand, kam Schramm nur einmal als Einwechselspieler für 21 Minuten in der Oberliga zum Einsatz. Stattdessen wurde er in allen 22 Punktspielen der 2. Mannschaft in der DDR-Liga zum Einsatz. Auch für die Saison 1975/76 war Schramm als Oberligaspieler benannt, spielte dort gar nicht und trat wieder in der 2. Mannschaft an, die in die Bezirksliga abgestiegen war. Eine Rückkehr in den höherklassigen Fußball gab es für Schramm nicht mehr.